# Germanística
La germanística en alemany Germanistik (del llatí germanus «germànic») és l'estudi de la civilització germànica i de les llengües germàniques, en particular les dels països de parla alemanya. Se l'anomena també Filologia germànica. Els que estudien aquesta disciplina s'anomemen germanistes.

## Llengua i cultura alemanyes
L'alemany és la llengua d'uns 120 milions de parlants, que es reparteix per Alemanya (82,5 milions), Àustria (8,3 milions), Suïssa (5 milions), EUA (1.382.000), França (1.200.000), el Brasil (1 milió), Rússia (900.000), Itàlia (500.000), Polònia (400.000), Luxemburg (300.000) etcètera.

## Germanistes destacats
- Germans Grimm
- Karl Lachmann
- Pierre Bertaux
- Alois Maria Haas
- Karl Pearson
- Georges Dumézil
- Edwin Gentzler
- Jean-René Ladmiral
- Rudolf Jan Slaby
- August Heinrich Hoffmann von Fallersleben

## Institucions
L'Institut Goethe s'ocupa d'ensenyar l'alemany i la cultura alemanya a l'estranger.